# Nioro Tougoumé Rangabé
Nioro Tougoumé Rangabé est une commune rurale malienne située dans la région de Kayes.